# Gerd Weismann

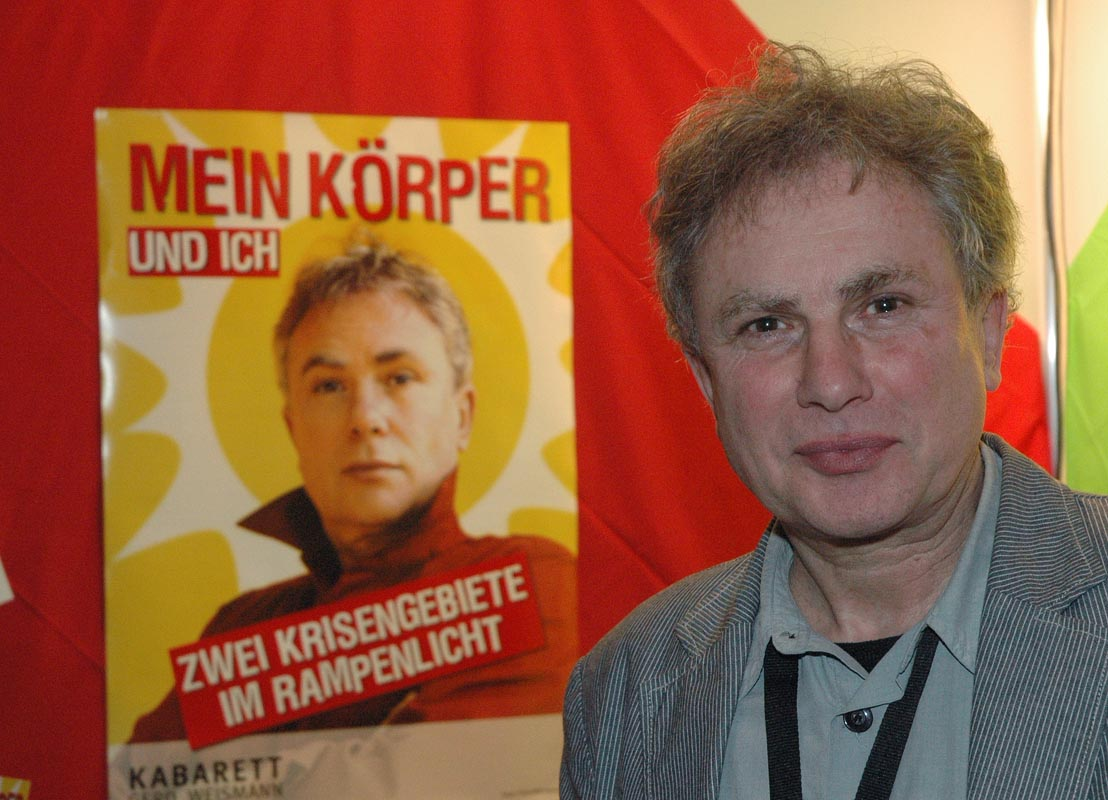
Gerd Weismann (2009)

Gerd Weismann (* 28. März 1950 in Baden-Baden) ist deutscher Kabarettist, Autor, Regisseur, Grafiker, Bildhauer, Fotograf und Maler.

## Leben
Gerd Weismann machte 1968 am Markgraf-Ludwig-Gymnasium in Baden-Baden das Abitur. Er studierte in Freiburg Mathematik und von 1972 bis 1975 Kunst an der Pädagogischen Hochschule bei Erwin Wortelkamp, Eberhard Bruegel, Peter Staechelin und Manfred Wild. Schon während der Studienzeit übte er sich mit Kabaretteinlagen bei verschiedenen Anlässen auf der Bühne, Solo und in kleinen Gruppen. Der Name „Nestbeschmutzer“ war geboren, der Weismann über Jahre begleiten sollte. Weismann arbeitete als Elektriker und verfasste in seiner Freizeit satirische Texte, die er aufführte. Auch Hörspiele von ihm wurden im Radio gesendet.
Eine konstante Größe wurden die „Nestbeschmutzer“, 1988 zusammen mit Renate Kasprowitz und Sven Ehlert – Das Hobby wird für Weismann zum Beruf, der Wohnort der Familie ist Großweier bei Achern.
Von 1990 bis 2004 reiste und spielte Weismann im Duo mit Frank Sauer als „Kabarett Nestbeschmutzer“. Sie traten auf Bühnen im gesamten deutschsprachigen Raum auf. Sie erzielten Erfolge wie den Kleinkunstpreis Baden-Württemberg 1994 oder die Sankt Ingberter Pfanne 1999. 2004 trennten sich die Wege der beiden Künstler, Weismann trat solo auf. Für sein erstes Programm "Mein Körper und Ich – zwei Krisengebiete im Rampenlicht erreichte er beim Paulaner Solo+ 2004 den dritten, beim "Melsunger Kabarettpreis" 2004 den zweiten Platz. Er schreibt viele Texte für Kollegen und führt auch bei etlichen Programmen Regie für andere Kabaretts (u. a. Leipziger Pfeffermühle, Potsdamer Kabarett "Obelisk", Jörg Kräuter, Yvonne Fendel, Wolf & Bleuel).
Seit 2006 lebt er mit seiner Frau in Neuweier bei Baden-Baden.
2010 stellte einen weiteren Wendepunkt im Leben Weismanns dar. Er beschließt seine Kabarettlaufbahn und arbeitet ab sofort hauptberuflich als bildender Künstler. Er malt, erstellt Skulpturen und fotografiert, Tätigkeiten, denen er seit seiner Jugend stets nebenher nachgeht. Im selben Jahr ist er Mitbegründer der Künstlergruppe CUBUS Produzentengalerie Baden-Baden e.V. zu der
Rolf Rohrbacher-Laskowski, Johanna Kempf, Gabriele Müller-Nagler, Michael Haisermann, Ernesto Eduard, Martin Wagner, Maike Günther, Peter Nowack, Eva Schniedertüns-Gornik, Peter Wendt, Valentin Bauer, Peter Diziol und Rudolf Engel zählen. Seit 2011 hat er mit der „Galerie Gerd Weismann“ seine eigene Galerie in Achern.
Seine Kunstwerke stellte er unter anderem 2010 in der Zeche Zollverein (Essen), auf der „ART-Innsbruck 2011“ und auf der „International ART-FAIR of Bolzano KunStart 12“ in Italien aus.

## Programme

### Kabarett Nestbeschmutzer
- 1988 „Ohne Staat wär's faad“
- 1991 „…aus Liebe zur Heimat“
- 1993 „Ende der Schonzeit“
- 1995 „Alles dicht?“
- 1997 „Ware Lüge“
- 1998 „Volltreffer“
- 2002 „Hollalullja“ (Weihnachtsprogramm)

### Soloprogramme
- 2003 „Mein Körper und Ich - zwei Krisengebiete im Rampenlicht“
- 2005 „Herr schmeiß Hirn vom Himmel!“
- 2006 „Zähne zeigen, auch wenn es nicht die eigenen sind!“
- 2008 „Mach Dich vom AckerMann“

## Auszeichnungen
- 1993 Obernburger Mühlstein
- 1994 Kleinkunstpreis Baden-Württemberg
- 1998 Wiedertäuferpreis Münster
- 1999 St. Ingberter Pfanne
- 2000 Lüdernscheider Kleinkunstpreis
- 2004 Paulaner Solo
- 2004 Melsunger Kabarettpreis